# Corronsac
Corronsac est une commune française située dans le nord-est du département de la Haute-Garonne, en région Occitanie. Sur le plan historique et culturel, la commune est dans le Lauragais, l'ancien « Pays de Cocagne », lié à la fois à la culture du pastel et à l’abondance des productions, et de « grenier à blé du Languedoc ».
Exposée à un climat océanique altéré, elle est drainée par le ruisseau de Cassignol et par divers autres petits cours d'eau.
Corronsac est une commune rurale qui compte 895 habitants en 2022, après avoir connu une forte hausse de la population depuis 1975. Elle fait partie de l'aire d'attraction de Toulouse. Ses habitants sont appelés les Corronsacois ou  Corronsacoises.

## Géographie

### Localisation
La commune de Corronsac se trouve dans le département de la Haute-Garonne, en région Occitanie.
Elle se situe à 15 km à vol d'oiseau de Toulouse, préfecture du département, et à 7 km d'Escalquens, bureau centralisateur du canton d'Escalquens dont dépend la commune depuis 2015 pour les élections départementales.
La commune fait en outre partie du bassin de vie de Toulouse.
Les communes les plus proches sont : 
Rebigue (2,2 km), Espanès (2,4 km), Deyme (2,4 km), Pompertuzat (2,5 km), Montbrun-Lauragais (2,6 km), Péchabou (3,2 km), Aureville (3,8 km), Donneville (4,1 km).
Sur le plan historique et culturel, Corronsac fait partie du pays toulousain, une ceinture de plaines fertiles entrecoupées de bosquets d'arbres, aux molles collines semées de fermes en briques roses, inéluctablement grignotée par l'urbanisme des banlieues.
Corronsac est limitrophe de six autres communes.
Les communes limitrophes sont  Aureville, Deyme, Espanès, Montbrun-Lauragais, Pompertuzat et Rebigue.
|           | Rebigue   | Pompertuzat        |
| Aureville | Corronsac | Deyme              |
|           | Espanès   | Montbrun-Lauragais |

### Géologie
La superficie de la commune est de 634 hectares ; son altitude varie de 186  à   281 mètres.

### Hydrographie

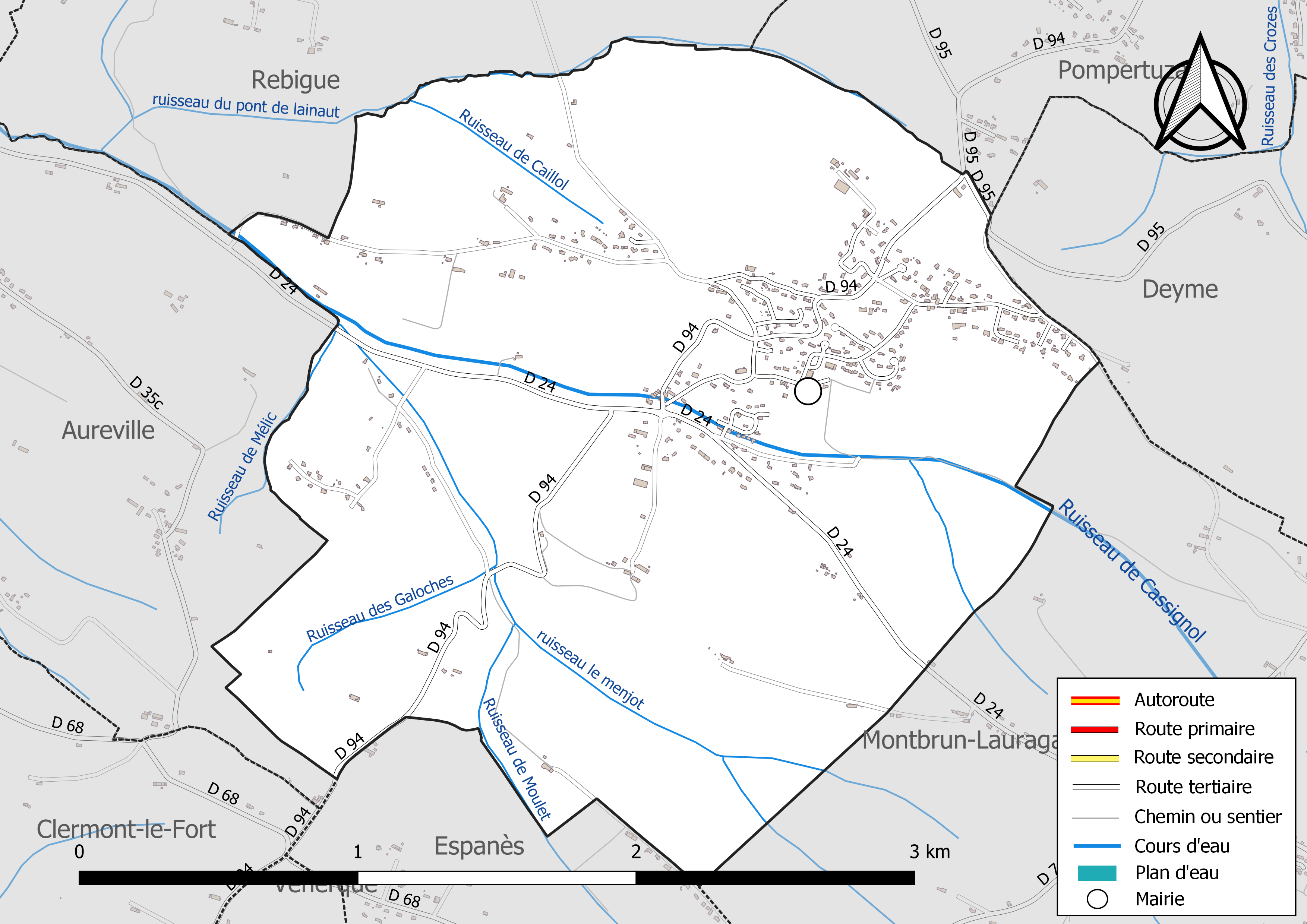
Réseaux hydrographique et routier de Corronsac.

La commune est dans le bassin de la Garonne, au sein du bassin hydrographique Adour-Garonne. Elle est drainée par le ruisseau de Cassignol, le ruisseau de Caillol, le ruisseau de Mélic, le ruisseau de Moulet, le ruisseau des Galoches, le ruisseau du pont de lainaut, le ruisseau le menjot et par deux petits cours d'eau, constituant un réseau hydrographique de 10 km de longueur totale,.
Le ruisseau de Cassignol, d'une longueur totale de 11,7 km, prend sa source dans la commune de Montbrun-Lauragais et s'écoule du sud-est vers le nord-ouest. Il traverse la commune et se jette dans l'Ariège à Portet-sur-Garonne, après avoir traversé 7 communes.

### Climat
Pour des articles plus généraux, voir Climat de l'Occitanie et Climat de la Haute-Garonne.
En 2010, le climat de la commune est de type climat du Bassin du Sud-Ouest, selon une étude s'appuyant sur une série de données couvrant la période 1971-2000. En 2020, Météo-France publie une typologie des climats de la France métropolitaine dans laquelle la commune est exposée à un climat océanique altéré et est dans la région climatique Aquitaine, Gascogne, caractérisée par une pluviométrie abondante au printemps, modérée en automne, un faible ensoleillement au printemps, un été chaud (19,5 °C), des vents faibles, des brouillards fréquents en automne et en hiver et des orages fréquents en été (15 à 20 jours).
Pour la période 1971-2000, la température annuelle moyenne est de 13,1 °C, avec une amplitude thermique annuelle de 15,7 °C. Le cumul annuel moyen de précipitations est de 732 mm, avec 9,5 jours de précipitations en janvier et 5,1 jours en juillet. Pour la période 1991-2020, la température moyenne annuelle observée sur la station météorologique la plus proche, située sur la commune de Cugnaux à 14 km à vol d'oiseau, est de 14,3 °C et le cumul annuel moyen de précipitations est de 635,7 mm,. Pour l'avenir, les paramètres climatiques de la commune estimés pour 2050 selon différents scénarios d'émission de gaz à effet de serre sont consultables sur un site dédié publié par Météo-France en novembre 2022.

### Milieux naturels et biodiversité
Aucun espace naturel présentant un intérêt patrimonial n'est recensé sur la commune dans l'inventaire national du patrimoine naturel,,.

## Urbanisme

### Typologie
Au 1er janvier 2024, Corronsac est catégorisée commune rurale à habitat dispersé, selon la nouvelle grille communale de densité à sept niveaux définie par l'Insee en 2022.
Elle est située hors unité urbaine. Par ailleurs la commune fait partie de l'aire d'attraction de Toulouse, dont elle est une commune de la couronne,. Cette aire, qui regroupe 527 communes, est catégorisée dans les aires de 700 000 habitants ou plus (hors Paris),.

### Occupation des sols
L'occupation des sols de la commune, telle qu'elle ressort de la base de données européenne d’occupation biophysique des sols Corine Land Cover (CLC), est marquée par l'importance des territoires agricoles (83,7 % en 2018), en diminution par rapport à 1990 (89,4 %). La répartition détaillée en 2018 est la suivante : 
terres arables (56,5 %), zones agricoles hétérogènes (27,3 %), forêts (10,6 %), zones urbanisées (5,7 %). L'évolution de l’occupation des sols de la commune et de ses infrastructures peut être observée sur les différentes représentations cartographiques du territoire : la carte de Cassini (XVIIIe siècle), la carte d'état-major (1820-1866) et les cartes ou photos aériennes de l'IGN pour la période actuelle (1950 à aujourd'hui).

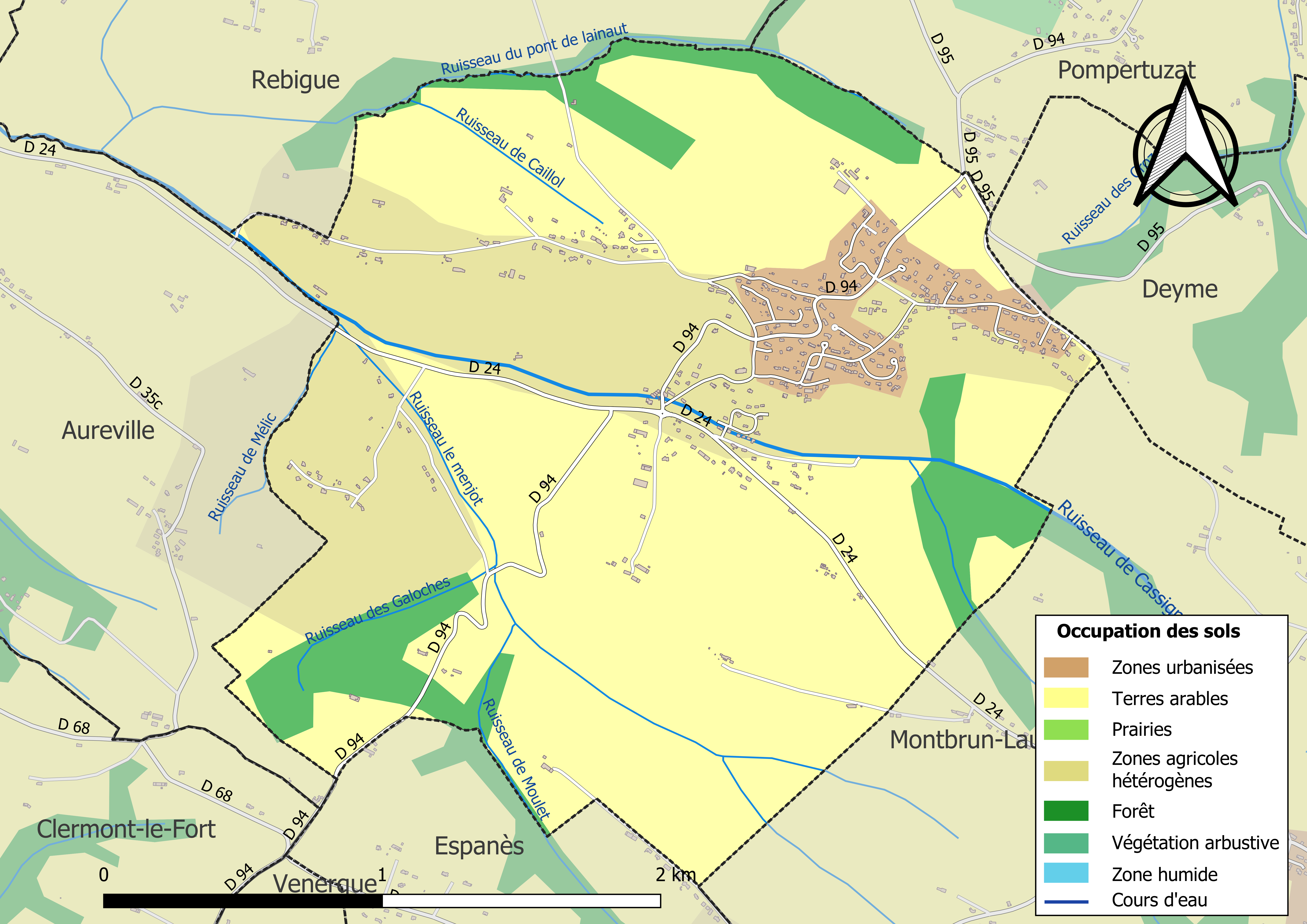
Carte des infrastructures et de l'occupation des sols de la commune en 2018 (CLC).

### Voies de communication et transports
Accès avec les routes départementales D 94 et D 24.
La ligne 202 du réseau Tisséo permet de rejoindre Castanet-Tolosan depuis le centre de la commune, permettant la correspondance avec le bus à haut niveau de service Linéo L6 en direction de la station Ramonville du métro de Toulouse.

### Risques majeurs
Le territoire de la commune de Corronsac est vulnérable à différents aléas naturels : météorologiques (tempête, orage, neige, grand froid, canicule ou sécheresse), inondations et séisme (sismicité très faible). Un site publié par le BRGM permet d'évaluer simplement et rapidement les risques d'un bien localisé soit par son adresse soit par le numéro de sa parcelle.
Certaines parties du territoire communal sont susceptibles d’être affectées par le risque d’inondation par débordement de cours d'eau, notamment le ruisseau de Cassignol. La commune a été reconnue en état de catastrophe naturelle au titre des dommages causés par les inondations et coulées de boue survenues en 1982, 1993, 1999, 2004 et 2009,.

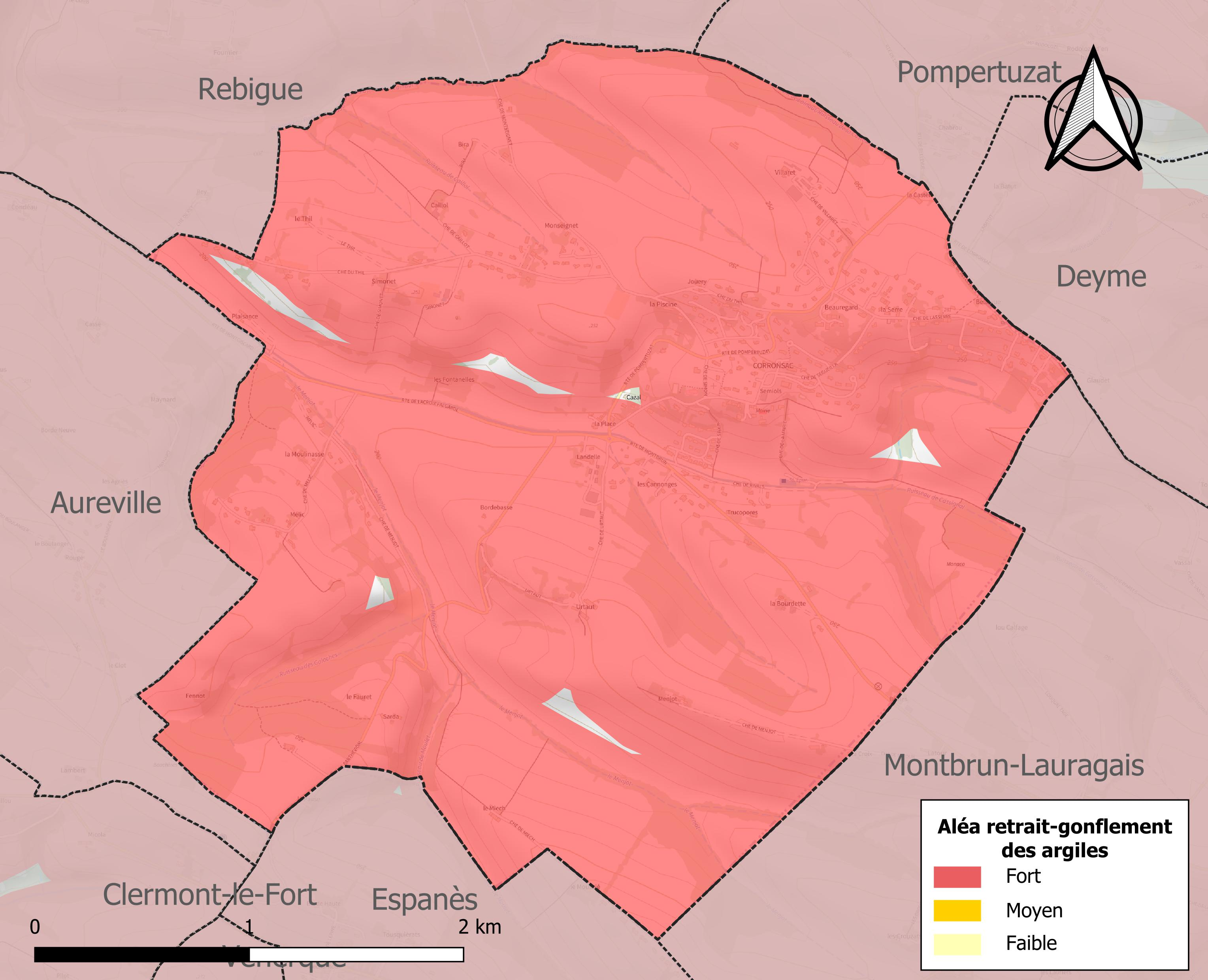
Carte des zones d'aléa retrait-gonflement des sols argileux de Corronsac.

Le retrait-gonflement des sols argileux est susceptible d'engendrer des dommages importants aux bâtiments en cas d’alternance de périodes de sécheresse et de pluie. 98,9 % de la superficie communale est en aléa moyen ou fort (88,8 % au niveau départemental et 48,5 % au niveau national). Sur les 298 bâtiments dénombrés sur la commune en 2019, 296 sont en aléa moyen ou fort, soit 99 %, à comparer aux 98 % au niveau départemental et 54 % au niveau national. Une cartographie de l'exposition du territoire national au retrait gonflement des sols argileux est disponible sur le site du BRGM,.
Par ailleurs, afin de mieux appréhender le risque d’affaissement de terrain, l'inventaire national des cavités souterraines permet de localiser celles situées sur la commune.
Concernant les mouvements de terrains, la commune a été reconnue en état de catastrophe naturelle au titre des dommages causés par la sécheresse en 2003 et 2016 et par des mouvements de terrain en 1999.

## Histoire

### Héraldique
| Corronsac | Son blasonnement est : De sinople à l'étoile d'or. |

## Politique et administration

### Administration municipale
Le nombre d'habitants au recensement de 2017 étant compris entre 500 habitants et 1 499 habitants, le nombre de membres du conseil municipal pour l'élection de 2020 est de quinze,.

### Rattachements administratifs et électoraux
Commune faisant partie de la dixième circonscription de la Haute-Garonne, du Sicoval et du canton d'Escalquens (avant le redécoupage départemental de 2014, Corronsac faisait partie de l'ex-canton de Montgiscard).

### Liste des maires
| Période                                  | Période   | Identité         | Étiquette | Qualité              |
| ---------------------------------------- | --------- | ---------------- | --------- | -------------------- |
| mars 1977                                | mars 2014 | Pierre Sans      |           |                      |
| mars 2014                                | mai 2020  | Danielle Subiela | SE        | Retraitée            |
| mai 2020                                 | En cours  | Thierry Ouplomb  |           | Directeur commercial |
| Les données manquantes sont à compléter. |           |                  |           |                      |

## Démographie

### Évolution démographique
L'évolution du nombre d'habitants est connue à travers les recensements de la population effectués dans la commune depuis 1793. Pour les communes de moins de 10 000 habitants, une enquête de recensement portant sur toute la population est réalisée tous les cinq ans, les populations de référence des années intermédiaires étant quant à elles estimées par interpolation ou extrapolation. Pour la commune, le premier recensement exhaustif entrant dans le cadre du nouveau dispositif a été réalisé en 2006.

En 2022, la commune comptait 895 habitants, en évolution de +11,88 % par rapport à 2016 (Haute-Garonne : +8,02 %, France hors Mayotte : +2,11 %).
| 1793 | 1800 | 1806 | 1821 | 1831 | 1836 | 1841 | 1846 | 1851 |
| ---- | ---- | ---- | ---- | ---- | ---- | ---- | ---- | ---- |
| 304  | 223  | 309  | 321  | 343  | 315  | 346  | 357  | 332  |

| 1856 | 1861 | 1866 | 1872 | 1876 | 1881 | 1886 | 1891 | 1896 |
| ---- | ---- | ---- | ---- | ---- | ---- | ---- | ---- | ---- |
| 361  | 332  | 304  | 308  | 293  | 273  | 252  | 234  | 224  |

| 1901 | 1906 | 1911 | 1921 | 1926 | 1931 | 1936 | 1946 | 1954 |
| ---- | ---- | ---- | ---- | ---- | ---- | ---- | ---- | ---- |
| 197  | 208  | 189  | 164  | 167  | 170  | 148  | 178  | 152  |

| 1962 | 1968 | 1975 | 1982 | 1990 | 1999 | 2006 | 2011 | 2016 |
| ---- | ---- | ---- | ---- | ---- | ---- | ---- | ---- | ---- |
| 159  | 140  | 207  | 335  | 412  | 448  | 660  | 735  | 800  |

| 2021 | 2022 | - | - | - | - | - | - | - |
| ---- | ---- | - | - | - | - | - | - | - |
| 883  | 895  | - | - | - | - | - | - | - |

| selon la population municipale des années : | 1968 | 1975 | 1982 | 1990 | 1999 | 2006 | 2009 | 2013 |
| Rang de la commune dans le département      | 403  | 384  | 253  | 219  | 221  | 198  | 200  | 198  |
| Nombre de communes du département           | 592  | 582  | 586  | 588  | 588  | 588  | 589  | 589  |

### Enseignement
Corronsac fait partie de l'académie de Toulouse.
L'éducation est assurée par un regroupement pédagogique intercommunal avec la commune voisine de Montbrun-Lauragais sur la commune il y a une école élémentaire (École Victor Ségoffin).

### Culture
Comité des fêtes, foyer rural, salle des fêtes,

### Activités sportives
Chasse, pétanque, centre équestre, randonnée pédestre,

### Écologie et recyclage
La collecte et le traitement des déchets des ménages et des déchets assimilés ainsi que la protection et la mise en valeur de l'environnement se font dans le cadre du Sicoval,.

## Économie

### Revenus
En 2018  (données Insee publiées en septembre 2021), la commune compte 312 ménages fiscaux, regroupant 878 personnes. La médiane du revenu disponible par unité de consommation est de 29 810 € (23 140 € dans le département).

### Emploi
|                | 2008  | 2013  | 2018  |
| -------------- | ----- | ----- | ----- |
| Commune        | 3,5 % | 3,8 % | 5,5 % |
| Département    | 7,7 % | 9,6 % | 9,3 % |
| France entière | 8,3 % | 10 %  | 10 %  |

En 2018, la population âgée de 15 à 64 ans s'élève à 535 personnes, parmi lesquelles on compte 79,4 % d'actifs (73,9 % ayant un emploi et 5,5 % de chômeurs) et 20,6 % d'inactifs,. Depuis 2008, le taux de chômage communal (au sens du recensement) des 15-64 ans est inférieur à celui de la France et du département.
La commune fait partie de la couronne de l'aire d'attraction de Toulouse, du fait qu'au moins 15 % des actifs travaillent dans le pôle,. Elle compte 93 emplois en 2018, contre 67 en 2013 et 70 en 2008. Le nombre d'actifs ayant un emploi résidant dans la commune est de 400, soit un indicateur de concentration d'emploi de 23,1 % et un taux d'activité parmi les 15 ans ou plus de 66,5 %.
Sur ces 400 actifs de 15 ans ou plus ayant un emploi, 46 travaillent dans la commune, soit 12 % des habitants. Pour se rendre au travail, 87,4 % des habitants utilisent un véhicule personnel ou de fonction à quatre roues, 3,1 % les transports en commun, 4,2 % s'y rendent en deux-roues, à vélo ou à pied et 5,3 % n'ont pas besoin de transport (travail au domicile).

### Activités hors agriculture

#### Secteurs d'activités
61 établissements sont implantés  à Corronsac au 31 décembre 2019. Le tableau ci-dessous en détaille le nombre par secteur d'activité et compare les ratios avec ceux du département,.
| Secteur d'activité                                                                                        | Commune | Commune | Département |
| Secteur d'activité                                                                                        | Nombre  | %       | %           |
| --- | ------- | ------- | ----------- |
| Ensemble                                                                                                  | 61      | 100 %   | (100 %)     |
| Industrie manufacturière, industries extractives et autres                                                | 1       | 1,6 %   | (5,7 %)     |
| Construction                                                                                              | 7       | 11,5 %  | (12 %)      |
| Commerce de gros et de détail, transports, hébergement et restauration                                    | 10      | 16,4 %  | (25,9 %)    |
| Information et communication                                                                              | 3       | 4,9 %   | (4,1 %)     |
| Activités financières et d'assurance                                                                      | 1       | 1,6 %   | (3,8 %)     |
| Activités immobilières                                                                                    | 6       | 9,8 %   | (4,2 %)     |
| Activités spécialisées, scientifiques et techniques et activités de services administratifs et de soutien | 21      | 34,4 %  | (19,8 %)    |
| Administration publique, enseignement, santé humaine et action sociale                                    | 3       | 4,9 %   | (16,6 %)    |
| Autres activités de services                                                                              | 9       | 14,8 %  | (7,9 %)     |

Le secteur des activités spécialisées, scientifiques et techniques et des activités de services administratifs et de soutien est prépondérant sur la commune puisqu'il représente 34,4 % du nombre total d'établissements de la commune (21 sur les 61 entreprises implantées  à Corronsac), contre 19,8 % au niveau départemental.

#### Entreprises et commerces
Les cinq entreprises ayant leur siège social sur le territoire communal qui génèrent le plus de chiffre d'affaires en 2020 sont : 
- TNC, commerce de détail d'appareils électroménagers en magasin spécialisé (1 228 k€)
- 2S Promotion, activités des marchands de biens immobiliers (1 142 k€)
- Developpement Durable - SARL Developpement, ingénierie, études techniques (290 k€)
- Ramade Et Fils, travaux d'installation électrique dans tous locaux (131 k€)
- MY Ressources, conseil pour les affaires et autres conseils de gestion (120 k€)

L'économie de la commune est liée à l'agriculture basée sur la culture de céréales (maïs, tournesol, blé...) qui a encore une place importante mais tend à diminuer en faveur de zones résidentielles liées à la proximité de l'agglomération toulousaine puisque étant dans son aire urbaine.

### Agriculture
|               | 1988 | 2000 | 2010 | 2020 |
| ------------- | ---- | ---- | ---- | ---- |
| Exploitations | 13   | 8    | 8    | 8    |
| SAU (ha)      | 377  | 395  | 565  | 455  |

La commune est dans le Lauragais, une petite région agricole occupant le nord-est du département de la Haute-Garonne, dont les coteaux portent des grandes cultures en sec avec une dominante blé dur et tournesol. En 2020, l'orientation technico-économique de l'agriculture  sur la commune est la culture de céréales et/ou d'oléoprotéagineuses. Huit exploitations agricoles ayant leur siège dans la commune sont dénombrées lors du recensement agricole de 2020 (13 en 1988). La superficie agricole utilisée est de 455 ha,,.

## Culture locale et patrimoine

### Lieux et monuments
- Souterrain reliant le château d'Urtaut à l'église Notre-Dame.
- Église Notre-Dame de Corronsac.
- Château de Beauregard sur les hauteurs de Corronsac.
- Le château d'eau du chemin de Lasserre (camino de Lasserre), point de repère pour le Corronsacais.

### Personnalités liées à la commune
- Victor Segoffin (1867-1825), sculpteur et peintre.
- Charles-Marie-Esprit Espinasse (1815-1859), général de division.
- Jean Sendrail

## Pour approfondir